# Международный конкурс скрипачей имени Фрица Крейслера
Международный конкурс скрипачей имени Фрица Крейслера (нем. Internationaler Fritz Kreisler Wettbewerb) — соревнование исполнителей академической музыки, посвящённое памяти Фрица Крейслера и проводящееся раз в четыре года в Вене. Основан в 1979 году.

## История конкурса
Идея конкурса родилась в 1975 году, когда в Вене, родном городе Крейслера, прошёл праздничный концерт в честь столетия выдающегося скрипача. После четырёхлетней подготовки первый конкурс был проведён в 1979 году в Венской филармонии, его первым президентом конкурса стал Вольфганг Шнайдерхан, в жюри вошли Иегуди Менухин, Макс Росталь и другие видные музыканты. После второго конкурса в 1983 году проект потерпел финансовый крах и был приостановлен, но в 1989 году вице-канцлер Венской консерватории, скрипач Михаэль Фришеншлагер сумел заручиться поддержкой городской администрации для возобновления конкурса. Третий конкурс состоялся в 1992 году, теперь уже в Венском концертхаусе с участием Венского филармонического оркестра, и транслировался по телевидению в прямом эфире. С тех пор состязание проводится на регулярной основе.

## Лауреаты
| 1979 | Дмитрий Ситковецкий (США)                                   |
| 1983 | Мария Бахман (США)                                          |
| 1992 | Флорин Кройтору (Румыния) (второе место Рэйчел Бартон Пайн) |
| 1996 | Дайсин Касимото (Япония)                                    |
| 2000 | Сергей Крылов (Россия) (второе место Сергей Хачатрян)       |
| 2005 | Фанни Кламажиран (Франция)                                  |
| 2010 | Никита Борисоглебский (Россия)                              |
| 2014 | Ян Мрачек (Чехия)                                           |
| 2018 | Милан Аль-Ашаб (Чехия)                                      |
| 2022 | Гвидо Сант’Анна (Бразилия)                                  |